# Le Triomphe de la cupidité
 (janvier 2011).
Si vous disposez d'ouvrages ou d'articles de référence ou si vous connaissez des sites web de qualité traitant du thème abordé ici, merci de compléter l'article en donnant les références utiles à sa vérifiabilité et en les liant à la section « Notes et références ».
Le Triomphe de la cupidité (titre original : Freefall: America, Free Markets, and the Sinking of the World Economy) est un livre de l'économiste américain Joseph E. Stiglitz, paru en 2010 aux éditions Les Liens qui Libèrent. Dans ce livre, Stiglitz effectue une analyse de la crise économique depuis l'éclatement de la bulle des subprimes en 2008 aux États-Unis. Il propose ensuite des réponses alternatives à la crise et des solutions durables pour assainir le capitalisme financier.

## Résumé
- Dans un premier temps, le livre détaille avec minutie les mécanismes qui ont conduit à la crise.
- Puis il évoque ce qu'il aurait fallu faire face à la crise, avec des recettes typiquement néokeynésiennes.
- Enfin, il évoque des solutions plus radicales à long terme pour réformer le système capitaliste et prévenir l'apparition de nouvelles crises financières.

### Ce qui s'est passé
« La seule surprise de la crise économique de 2008, c'est qu'elle ait tant surpris », explique Stiglitz. La crise des prêts hypothécaires a débouché sur une crise financière globale qui aboutit elle-même à une crise de la dette dans de nombreux États. 

#### L'abondance du crédit a alimenté une bulle immobilière
L'éclatement de la bulle immobilière était inéluctable après des années de crédit facile, au cours desquelles les ménages américains ont été incités à s'endetter pour acquérir leur logement. Les sociétés de crédit expliquaient aux particuliers qu’ils pourraient facilement rembourser leurs prêts grâce à l’augmentation du prix de leur maison. Par ailleurs, les prêts contractés étaient souvent à taux variable, consentis sans garantie de revenu, à des ménages déjà pauvres et « financièrement analphabètes ».

#### La titrisation des prêts hypothécaires a diffusé le risque
Pour diluer le risque de défaut de paiement, ces titres de créance douteux étaient adossés sur le marché financier à des actifs réels, puis à nouveau titrisés, en produits dérivés. Ceux-ci ont obtenu les meilleurs notes (AAA) avec la complaisance des agences de notation, de telle sorte que de nombreux investisseurs institutionnels en ont acquis sans mesurer le risque de défaut. Stiglitz dénonce ici la déréglementation des marchés financiers qui a permis à des banquiers d'affaires de faire fortune grâce à des montages financiers complexes dignes de l'alchimie médiévale : transformer des actifs pourris en or.

#### Le sauvetage des banques a endetté les États et renforcé l'aléa moral
Face à la menace de risque systémique, les gouvernements ont opéré un renflouement massif des banques. Le Troubled Asset Relief Program (TARP) est ironiquement rebaptisé « Cash for Trash » (« de l'argent contre des déchets ») (700 milliards $) tant il permet aux établissements bancaires de nettoyer leur bilan sur le dos du contribuable. Pour remplacer le plan Paulson, l’administration Obama a conçu en mars 2009 un Public Private Investment Program (PIPP), une variante du « Cash for Trash » où l’État apportait en fait 92 % des fonds, et supportait la totalité des pertes. Les États ayant assumé un rôle de porteur de risque en dernier ressort, les dettes publiques ont dès lors explosé. De plus, la garantie implicite que l'État sauverait les banques « trop grandes pour faire faillite » (« too big to fail ») a aggravé les prises de risque excessives.

### Ce qu'il aurait fallu faire
Stiglitz est assez sévère avec l'équipe économique de la Maison-Blanche, jugée trop proche de Wall Street. Il soutient qu'une aide ciblée sur les ménages endettés, associée à un plan de relance ambitieux, eût été plus adéquat. 

#### Aider en priorité les Américains endettés à conserver leur logement
Puisque l’État peut concéder des prêts à taux très faibles, autant les utiliser pour aider les propriétaires surendettés plutôt que les grandes banques. Le gel des saisies immobilières aurait dû être une des priorités du président Obama, car non seulement elle plongeait 3 millions d’Américains dans l’indigence, mais elle accélérait l’effondrement des prix immobiliers.

#### Relancer l'économie par un plan de stimulation ambitieux
En bon néo-keynésien, Stiglitz plaide pour un plan de stimulation budgétaire, qui devrait respecter 7 principes : rapidité ; réaction aux problèmes sociétaux à court terme (chômage, logement) résolution des problèmes à long terme (énergie, climat) ; priorité aux investissements ; justice fiscale ; ciblage des bassins d’emploi sinistrés; et efficacité du multiplicateur keynésien (i.e aide aux ménages pauvres dont la propension marginale à consommer est la plus forte). Par ailleurs, il est préférable qu'un plan de relance fasse l'objet d'une concertation avec les principaux partenaires commerciaux, pour éviter les comportements de passager clandestin.
Stiglitz perçoit cependant trois critiques principales aux relances keynésiennes. Tout d'abord, quand l’État se met en déficit par un plan de dépenses ambitieux, les ménages anticipent les futures hausses d’impôt et épargnent leurs revenus (équivalence ricardienne : la hausse des dépenses étatiques est alors totalement compensée par la baisse de celles des ménages). Par ailleurs, les gouvernements endettés sont rapidement pris à la gorge par leurs créanciers si la situation ne s'améliore pas : la spirale de l'endettement accroît les taux d'intérêts exigés; ou bien le retour à la rigueur prolonge le marasme économique. Enfin, une politique monétaire expansive, qui épongerait la dette par l'inflation, aurait l'inconvénient de fragiliser la monnaie (c'est la solution pourtant adoptée par Ben Bernanke  avec la politique de détente quantitative de la Fed).

### Réformer le système économique en profondeur
Stiglitz va assez loin dans la critique du système actuel pour suggérer des propositions iconoclastes de réforme de la gouvernance économique, de régulation de la finance et de transformation de la société américaine.

#### La réforme de la gouvernance mondiale
Stiglitz vilipende d'abord l'inaction des grandes banques centrales qui ont laissé gonfler la bulle immobilière pour ne pas jouer les trouble-fête à Wall Street, plutôt que de pointer l'exubérance irrationnelle en faveur des subprimes avant qu'il ne soit trop tard. 
Par ailleurs, les institutions financières internationales devraient accélérer leur réforme pour donner plus de poids aux pays en développement. 
Stiglitz reprend également l'idée de John Maynard Keynes de créer une monnaie de réserve mondiale.

#### La reréglementation du système financier
Stiglitz est favorable à un retour à la séparation des banques de dépôt et d'affaires (Glass-Steagall Act abrogé en 1999). Le secteur bancaire doit être restructuré selon l'adage « si certaines banques sont trop grandes pour faire faillite, alors c'est qu'elles sont trop grandes. » Les établissements financiers responsables de la débâcle devront être taxés à moyen terme, selon le principe de « pollueur-payeur ». Les produits financiers dérivés doivent faire l'objet d'une réglementation et d'une surveillance accrue, sous l'autorité d'une « Commission publique de sécurité des produits financiers ». Les normes de transparence sont particulièrement nécessaires à la lutte contre les délits d'initiés, contre la falsification des comptes, et contre les paradis fiscaux. Pour autant, Stiglitz n'est pas hostile à toute forme d'innovation financière : il défend d'ailleurs l'émission de bons d'État indexés sur le PIB, qui inciteraient leurs détenteurs à soutenir la croissance économique.

#### La transformation de la société américaine
C'est probablement le chapitre le plus sévère et le plus profond du livre, où Stiglitz s'en prend successivement au déficit moral et à la cupidité de l'Amérique, à la façon dont est enseignée la science économique aux États-Unis, à l'insuffisance des indicateurs fondamentaux utilisés en économie (tels que le sacro-saint produit intérieur brut). Stiglitz n'est pas anti-américain : il note d'ailleurs que l'excès de consommation de l'Amérique a tiré la demande globale, largement insuffisante compte tenu de l'excès d'épargne asiatique. Les déséquilibres mondiaux sont désormais trop menaçants, notamment sur l'écosystème, pour continuer de naviguer à vue, à court terme et selon les égoïsmes nationaux.

### Conclusion
Selon Stiglitz, la solution peut venir d'un sursaut d'indignation civique capable de contrer le lobbyisme intensif des sociétés financières[réf. nécessaire].